# 篠田治男
篠田 治男（しのだ はるお、1914年3月26日 - 2011年7月28日）は、日本の経営者。岐阜県岐阜市出身。

## 経歴
1936年に秋田鉱山専門学校燃料学科を卒業し、同年に日本揮発油(のちの日揮)に入社。1958年に取締役に就任し、1966年に常務、1972年に専務を経て、1978年に副社長に就任し、1980年には社長に昇格。1984年に取締役最高顧問に就任。
2011年7月28日心不全のために死去。97歳没。